# 晦堂祖心
晦堂祖心（まいどう そしん）は、宋で活動した臨済宗黄龍派の禅傑である。黄龍下2世。宝覚禅師。

## 生涯
天聖3年（1025年）、南雄州保昌県で誕生した。俗姓は鄔氏。10歳の時、龍山寺慧全に就いて出家。雲峰文悦ならびに黄龍慧南に師事し、黄龍慧南の法を嗣いだ。師の寂した後その衣鉢を継いで黄龍山に住し、元符3年11月16日（1100年12月18日）に示寂した。諡号宝覚禅師。その法嗣は死心悟新、霊源惟清、三聖継昌ら24名を数える。法嗣の一人黄庭堅により塔銘が記されている。